# Bomba lògica
Una bomba lògica és un programa informàtic maliciós que s'instal·la en un ordinador i roman ocult fins a complir una o més condicions preprogramades per a llavors executar una acció.
A diferència d'un virus, una bomba lògica mai més es reprodueix per si sola.
Exemples de condicions predeterminades:
- Dia de la setmana concret.
- Hora concreta.
- Pulsació d'una tecla o una seqüència de tecles concreta.
- Aixecament d'un interface de xarxa concret.
- Execució d'un arxiu concret.

Exemples d'accions:
- Esborrar la informació del disc dur.
- Mostrar un missatge.
- Reproduir una cançó.
- Enviar un correu electrònic.